# سيلفي هينروتين بيلانجر
سيلفي هينروتين بيلانجر هي فنانة تشكيلية كندية، ولدت في 1951 في كيبك في كندا.